# Peltonotus pruinosus
Peltonotus pruinosus är en skalbaggsart som beskrevs av Gilbert John Arrow 1910. Peltonotus pruinosus ingår i släktet Peltonotus och familjen Dynastidae. Inga underarter finns listade i Catalogue of Life.